# Country-Musik 1967
Die Liste bietet eine Übersicht über das Jahr 1967 im Genre Country-Musik.

## Events
- 1. April – In Nashville öffnet das Museum der Country Music Hall of Fame.

## Top Hits des Jahres

### Nummer-1-Hits
- 11. Februar  – Don't Come Home A' Drinkin' (With Lovin' on Your Mind) – Loretta Lynn
- 18. Februar – Where Does the Good Times Go – Buck Owens and the Buckaroos
- 4. März – The Fugitive – Merle Haggard and the Strangers
- 11. März – Where Does the Good Times Go – Buck Owens and the Buckaroos
- 25. März – I Won't Come in While He's There – Jim Reeves
- 1. April – Walk Through This World With Me – George Jones
- 15. April – Lonely Again – Eddy Arnold
- 29. April – Need You – Sonny James
- 13. Mai  – Sam's Place – Buck Owens and the Buckaroos
- 3. Juni – It's Such a Pretty World Today – Wynn Stewart
- 17. Juni – All the Time – Jack Greene
- 22, Juli – With One Exception – David Houston
- 29. Juli – Tonight Carmen – Marty Robbins
- 5. August – I'll Never Find Another You – Sonny James
- 2. September – Branded Man – Merle Haggard and the Strangers
- 9. September – Your Tender Loving Care – Buck Owens and the Buckaroos
- 16. September – My Elusive Dreams – David Houston und Tammy Wynette
- 30. September – Laura (What's He Got That I Ain't Got) – Leon Ashley
- 7. Oktober – Turn the World Around – Eddy Arnold
- 14, Oktober – I Don't Wanna Play House – Tammy Wynette
- 4. November – You Mean the World to Me – David Houston
- 18. November – It's the Little Things – Sonny James
- 23. Dezember – For Loving You – Bill Anderson und Jan Howard

### Weitere große Hits
- Anything Your Heart Desires – Billy Walker
- Bear With Me a Little Longer – Billy Walker
- Break My Mind – George Hamilton IV.
- Burning a Hole in My Mind – Connie Smith
- Burning Bridges – Glen Campbell
- The Chokin' Kind – Waylon Jennings
- ’Cause I Have You – Wynn Stewart
- Cincinnati, Ohio – Connie Smith
- The Cold Hard Facts of Life – Porter Wagoner
- Danny Boy – Ray Price
- Deep Water – Carl Smith
- A Dime at a Time – Del Reeves
- Does My Ring Hurt Your Finger – Charley Pride
- Please Don't Squeeze My Charmin – Charlie Walker
- Dumb Blonde – Dolly Parton
- Fool, Fool, Fool – Webb Pierce
- Fuel to the Flame – Skeeter Davis
- Funny, Familiar, Forgotten Feelings – Don Gibson
- Game of Triangles – Bobby Bare, Norma Jean, Liz Anderson
- Gardinas in Her Hair – Marty Robbins
- Gentle On My Mind – Glen Campbell
- Get While the Gettin's Good – Bill Anderson
- Green River – Waylon Jennings
- How Fast Them Trucks Can Go – Claude Gray
- I Can't Get There From Here – George Jones
- I Don't Want to Be With Me – Conway Twitty
- I Know One – Charley Pride
- I Never Had the One I Wanted – Claude Gray
- I Threw Away the Rose – Merle Haggard
- I'll Come Running – Connie Smith
- I'm Still Not Over You – Ray Price
- If I Kiss You (Will You Go Away) – Lynn Anderson
- If My Heart Had Windows – George Jones
- If the Whole World Stopped Lovin‘ – Roy Drusky
- If You're Not Gone Too Long – Loretta Lynn
- Jackson – Johnny Cash und June Carter
- Just Between You and Me – Charley Pride
- Life Turned Her That Way – Mel Tillis
- Long-Legged, Guitar-Pickin' Man – Johnny Cash und June Carter
- Love and Make It All Better – Bobby Lewis
- A Loser's Cathedral – David Houston
- Mama Spank – Liz Anderson
- Mental Revenge – Waylon Jennings
- Misty Blue – Eddy Arnold
- My Kind of Love – Dave Dudley
- No One's Gonna Hurt You Anymore – Bill Anderson
- Once – Ferlin Husky
- Paper Mansions – Dottie West
- The Party's Over – Willie Nelson
- Phantom 309 – Red Sovine
- Pop a Top – Jim Ed Brown
- Ruby, Don't Take Your Love to Town – Johnny Darrell
- Ruthless – Statler Brothers
- Something Fishy – Dolly Parton
- Stamp Out Loneliness – Stonewall Jackson
- Urge for Going – George Hamilton IV.
- Walkin' in the Sunshine – Roger Miller
- What Does it Take to Keep a Man Like You Satisfied – Skeeter Davis
- What Kind of Girl Do You Think I Am – Loretta Lynn
- What Locks the Door – Jack Greene
- A Woman in Love – Bonnie Guitar
- The World is Round – Roy Drusky
- You Can't Have Your Kate and Edith Too – Statler Brothers
- Your Good Girl's Gonna Go Bad – Tammy Wynette

## Alben (Auswahl)
- Branded Man – Merle Haggard (Capitol)
- Carryin’ On with Johnny Cash & June Carter – Johnny Cash und June Carter (Columbia)
- Hello, I'm Dolly – Dolly Parton (RCA)
- Just Between You and Me – Porter Wagoner und Dolly Parton (RCA)
- Love of the Common People – Waylon Jennings (RCA)
- The One and Only – Waylon Jennings (RCA)
- Waylon Sings Ol' Harlan – Waylon Jennings (RCA)
- Blue Side of Lonesome – Jim Reeves (RCA)
- By the Time I Get to Phoenix – Glen Campbell (Capitol)
- The Cold Hard Facts of Life – Porter Wagoner (RCA)
- Cookin' Up Hits – Liz Anderson (RCA)
- The Country Way – Charley Pride (RCA)
- Don't Come Home a Drinkin – Loretta Lynn (Decca)
- Dottie West Sings Sacred Ballads – Dottie West (RCA)
- The Game of Triangles – Bobby Bare, Liz Anderson (RCA)
- Gentle on My Mind – Glen Campbell (Capitol)
- Hand In Hand With Jesus – Skeeter Davis (RCA)
- Happiness Is You – Johnny Cash (Columbia)
- I'll Help You Forget Her – Dottie West (RCA)
- Jackson Ain't a Very Big Town – Norma Jean (RCA)
- Lonely Again – Eddy Arnold (RCA)
- My Elusive Dreams – Tammy Wynette (Epic)
- The Pride of Country Music – Charley Pride (RCA)
- Queen Of Honky Tonk Street – Kitty Wells (Decca)
- Ride Ride Ride – Lynn Anderson (Chart)
- Skeeter Sings Buddy Holly – Skeeter Davis (RCA)
- Soul of a Convict – Porter Wagoner (RCA)
- There Goes My Everything – Jack Greene (Decca)
- Turn the World Around – Eddy Arnold (RCA)
- With All My Heart and Soul – Dottie West (RCA)
- Your Good Girl's Gonna Go Bad – Tammy Wynette (Epic)
- Please Don't Squeeze My Charmin – Charlie Walker (Epic)

## Geboren
- 1. Mai – Tim McGraw
- 21. September – Faith Hill
- 26. Oktober – Keith Urban
- 5. Dezember – Gary Allan

## Gestorben
- 1. Januar – Moon Mullican

## Neuaufnahmen in die Country Music Hall of Fame
- Red Foley (1910–1968)
- J. L. Frank (1900–1952)
- Jim Reeves (1923–1964)
- Stephen H. Sholes (1911–1968)

## Wichtige Auszeichnungen

### Grammys
- Best Country and Western Song – Billy Sherrill & Glenn Sutton – Almost Persuaded – David Houston
- Best Country and Western Recording – Almost Persuaded – David Houston
- Best Country and Western Solo Vocal Performance, Male – Almost Persuaded – David Houston
- Best Country and Western Solo Vocal Performance, Female – Don’t Touch Me – Jeannie Seely[1]

### Academy of Country Music Awards
- Top Male Vocalist – Merle Haggard
- Top Female Vocalist – Bonnie Guitar
- Top New Male Vocalist – Billy Mize
- Top New Female Vocalist – Cathie Taylor

### Country Music Association Awards
- Entertainer of the Year – Eddy Arnold
- Male Vocalist of the Year – Jack Greene
- Female Vocalist of the Year – Loretta Lynn
- Instrumental Group of the Year – The Buckaroos
- Comedian of the Year – Don Bowman
- Vocal Group of the Year – Stoneman Family
- Single of the Year – There Goes My Everything – Jack Greene
- Song of the Year – There Goes My Everything – Dallas Frazier
- Album of the Year – There Goes My Everything – Jack Greene
- Musician of the Year – Chet Atkins